# Нудний Сергій Вікторович
Сергій Вікторович Нудний (рум. Serhei Nudnii, 6 жовтня 1980, Роздільна, Одеська область, УРСР, СРСР) — молдовський футболіст українського походження, півзахисник.
Виступав за одеський «Чорноморець», ужгородське «Закарпаття» та інші клуби.

## Біографія
Вихованець СДЮШОР № 4 у Тирасполі. У 1999 році розпочав свою кар'єру в місцевому клубі «Шериф» (Тирасполь), а в наступному сезоні він перейшов у кишинівський «Агро-Голіадор». У 2004 перебрався Тилігул-Тирас, у якому, з перервами, грав до кінця 2008 року. У січні 2009 року підписав однорічний контракт з одеським «Чорноморецем». В зимову перерву сезону 2009/10 клуб відмовився продовжити контракт і гравець на умовах вільного агента перейшов до кінця сезону у Фенікс-Іллічовець, за який провів лише одну гру. Влітку 2010 року підписав контракт з ПФК «Севастополем». Взимку 2010/11 року перейшов до ужгородського «Закарпаття», за яке провів півтора сезону, після чого його контракт сплинув, і в липні 2012 року Нудний став вільним агентом.